# Pecoraro di Mercato Novo
Pecoraro di Mercato Novo (Verona, ... – ...; fl. XIII secolo) è stato un politico italiano.

## Biografia
Nel 1226 fu podestà di Genova, dopo essere stato scelto da alcuni diplomatici genovesi, tra cui Ursone da Sestri.